# Julian Blackmon
Julian Blackmon (Layton, 24 agosto 1998) è un giocatore di football americano statunitense che milita nel ruolo di safety per gli Indianapolis Colts della National Football League (NFL).

## Carriera

### Indianapolis Colts
Blackmon al college giocò a football all'Università dello Utah dal 2016 al 2019. Fu scelto nel corso del terzo giro (85º assoluto) del Draft NFL 2020 dagli Indianapolis Colts. Nella settimana 4 contro i Chicago Bears fece registrare il suo primo intercetto su Nick Foles nella vittoria per 19-11. Due settimane dopo contro i Cincinnati Bengals intercettò un passaggio dell'altro rookie Joe Burrow nel finale del quarto periodo, garantendo ai Colts la vittoria per 31–27. Nella settimana 11 contro i Green Bay Packers forzò un fumble sul wide receiver Marquez Valdes-Scantling all'inizio dei tempi supplementari da cui partì il drive della vittoria dei Colts. La sua stagione si chiuse con 38 tackle e 2 intercetti in 15 presenze.